# Grodziska (wzniesienie)
Grodziska (412 m) lub Góra Grodziecka – dwuwierzchołkowe, skaliste wzniesienie w Skarżycach (dzielnica Zawiercia) na Wyżynie Częstochowskiej. Południowo-zachodni wierzchołek znajduje się w odległości około 280 m na południowy wschód od drogi ze Skarżyc do Piaseczna. Z drogi tej za pasmem nieużytków widoczna jest skała wznosząca się nad młodym lasem stopniowo zarastającym nieużytki. W północnej części wzniesienia znajduje się posesja otoczona betonowym ogrodzeniem o długości około 1,1 km i wysokości 3 m. Dwie skały znajdują się poza ogrodzeniem, jedna wewnątrz ogrodzonego terenu.
Wzniesienie w większości porasta las sosnowy. Po jego wschodniej stronie biegnie Szlak Orlich Gniazd – odcinek z Żerkowic do Zamku w Morsku.

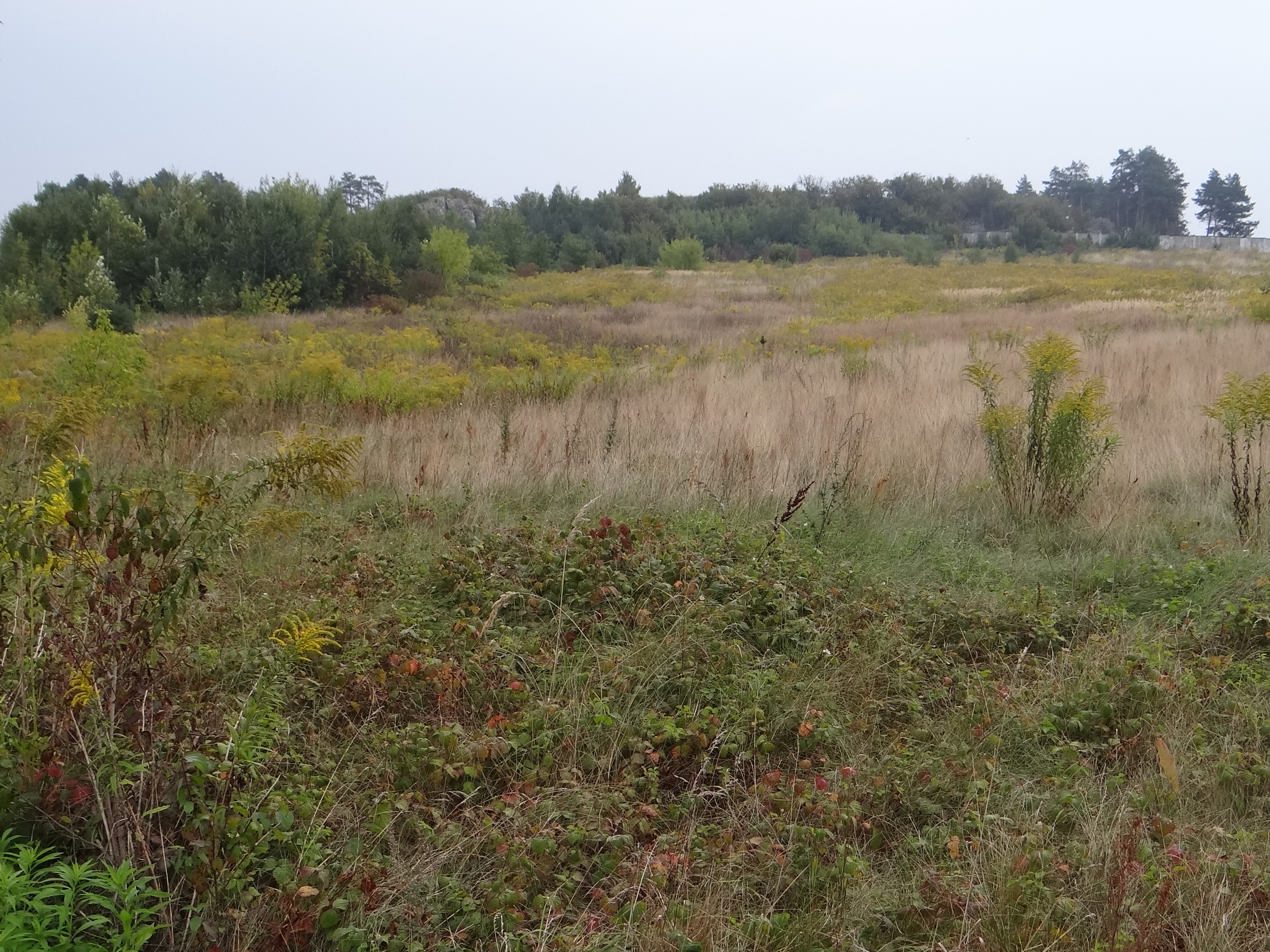
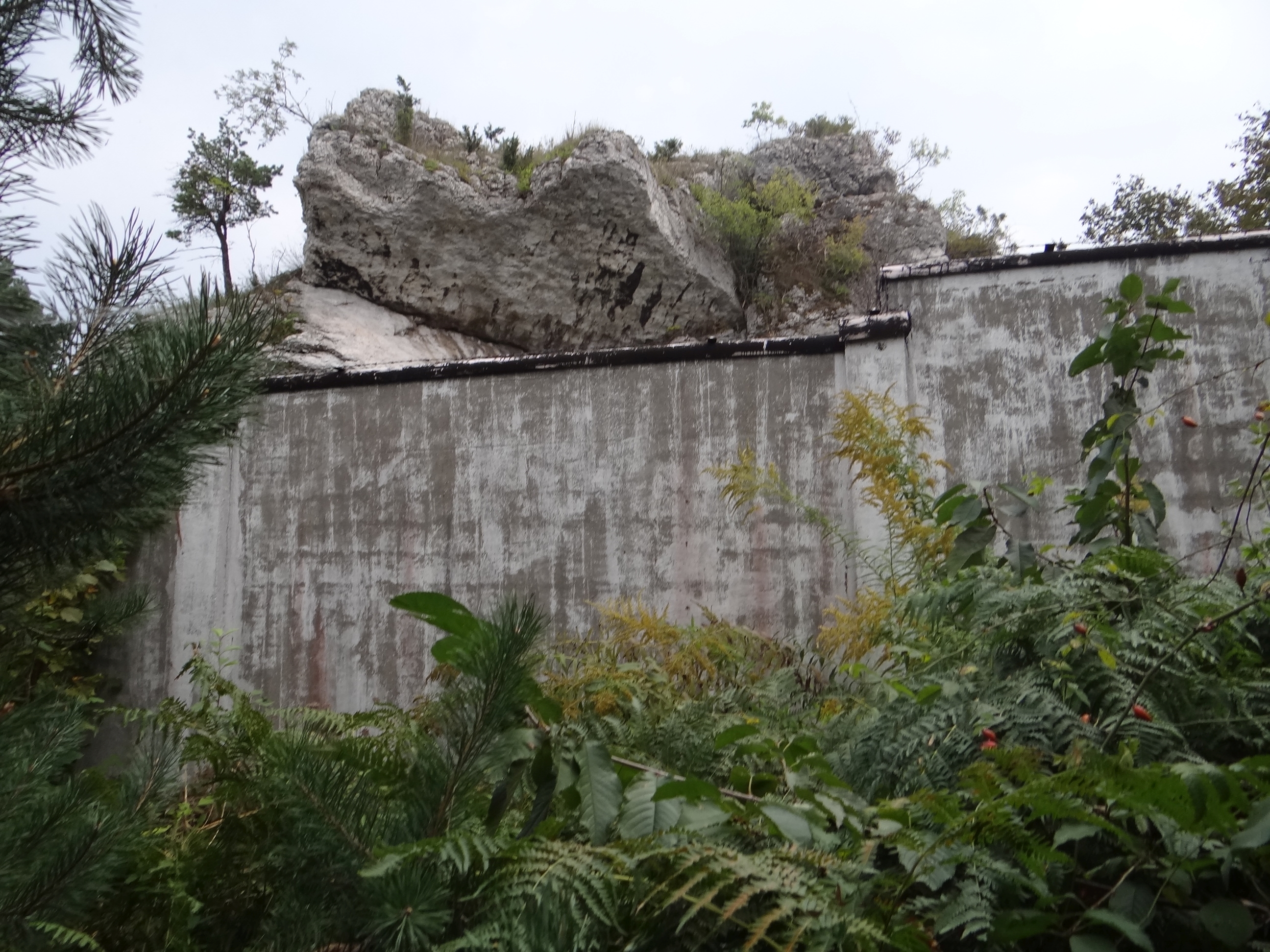
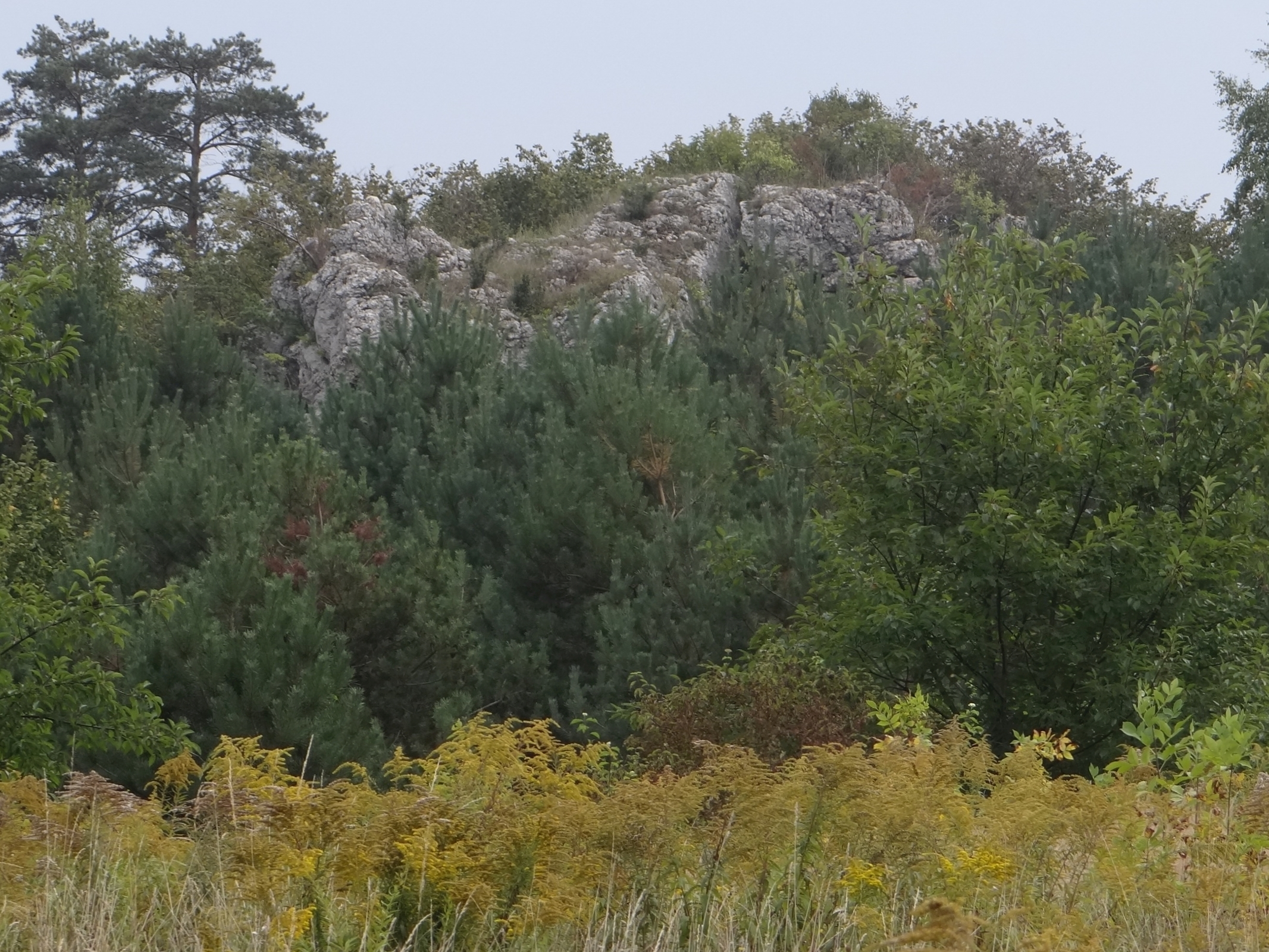